# Charles Wayland Bryan
Charles Wayland Bryan, né à Salem, dans l'Illinois, le 10 février 1867 et mort à Lincoln, dans le Nebraska, le 4 mars 1945 , est un homme politique américain, membre du Parti démocrate.

## Biographie
Il est le frère de William Jennings Bryan, qui est plusieurs fois candidat à la présidence des États-Unis.
Maire de Lincoln de 1915 à 1917 et de 1935 à 1937, Charles W. Bryan est élu gouverneur du Nebraska en 1923. Il occupe ce poste de 1923 à 1925 et à nouveau de 1931 à 1935.
Dans la perspective de l'élection présidentielle de 1924, il est choisi, principalement en raison de son nom (son frère aîné avait mené trois campagnes présidentielles entre la fin du XIXe siècle et le début du XXe siècle et était encore très populaire auprès des électeurs ruraux), en tant que candidat démocrate à la vice-présidence des États-Unis. Mais le ticket Davis-Bryan est largement battu par les républicains.

## Sources
- (en) Cet article est partiellement ou en totalité issu de l’article de Wikipédia en anglais intitulé « Charles W. Bryan » (voir la liste des auteurs).

- Notices d'autorité :   - VIAF
  - ISNI
  - BnF (données)
  - LCCN
  - GND
  - WorldCat